# Топрайсар (комуна)
Топрайсар (рум. Topraisar) — комуна у повіті Констанца в Румунії. До складу комуни входять такі села (дані про населення за 2002 рік):
- Біруїнца (766 осіб)
- Мовіліца (939 осіб)
- Потирнікя (484 особи)
- Топрайсар (3268 осіб) — адміністративний центр комуни

Комуна розташована на відстані 193 км на схід від Бухареста, 23 км на південний захід від Констанци.

## Населення
За даними перепису населення 2002 року у комуні проживали 5457 осіб.
Національний склад населення комуни:
| Національність   | Кількість осіб | Відсоток |
| ---------------- | -------------- | -------- |
| румуни           | 4988           | 91,4%    |
| татари           | 440            | 8,1%     |
| турки            | 13             | 0,2%     |
| росіяни-липовани | 4              | 0,1%     |
| чанго            | 4              | 0,1%     |
| українці         | 2              | < 0,1%   |
| угорці           | 1              | < 0,1%   |
| цигани           | 1              | < 0,1%   |

Рідною мовою назвали:
| Мова       | Кількість осіб | Відсоток |
| ---------- | -------------- | -------- |
| румунська  | 5016           | 91,9%    |
| татарська  | 421            | 7,7%     |
| турецька   | 12             | 0,2%     |
| угорська   | 2              | < 0,1%   |
| українська | 2              | < 0,1%   |

Склад населення комуни за віросповіданням:
| Релігія        | Кількість осіб | Відсоток |
| -------------- | -------------- | -------- |
| православні    | 4802           | 88,0%    |
| мусульмани     | 452            | 8,3%     |
| адвентисти     | 112            | 2,1%     |
| римо-католики  | 65             | 1,2%     |
| баптисти       | 9              | 0,2%     |
| п'ятдесятники  | 6              | 0,1%     |
| не релігійні   | 4              | 0,1%     |
| реформати      | 2              | < 0,1%   |
| греко-католики | 2              | < 0,1%   |
| бретрени       | 2              | < 0,1%   |
| лютерани       | 1              | < 0,1%   |